# Gorzów Śląski (stad)
Gorzów Śląski is een stad in het Poolse woiwodschap Opole, gelegen in de powiat Oleski. De oppervlakte bedraagt 18,68 km², het inwonertal 2634 (2005).
In de Tweede Wereldoorlog bevond zich in de buurt van Landsberg een Duits concentratiekamp.